# Джубили (нефтяное месторождение)
Джубили (англ. Jubilee) — нефтяное месторождение в Гане, которое находится в акватории Гвинейного залива. Открыто в июне 2007 года. Глубина океана в районе месторождения достигает 0,9—1,4 км. Джубили относиться к лицензионному блоку Дипуотер-Тано (Deepwater Tano). Название месторождение Джубили присвоено с случаю юбилею независимости Ганы.

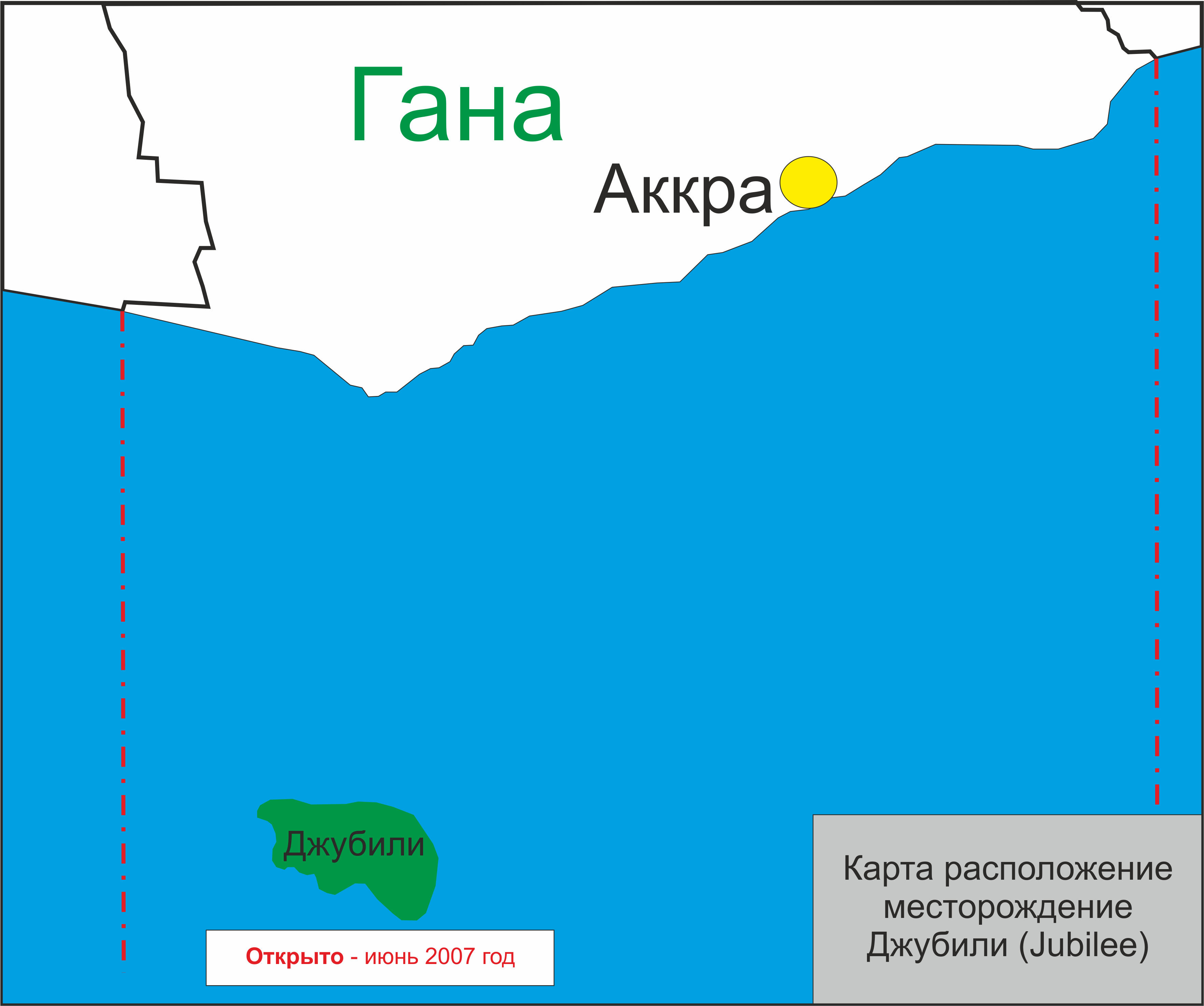
Месторождение Джубили

Нефтеносность связана с отложениями мелового возраста. Начальные запасы нефти составляют 200 млн тонн. Мощность нефтеносного горизонта определена в 270 м. Плотность нефти — 0,882 г/см³ или 37.6° API.
Оператором Дипуотер-Тано является американская нефтяная компания Tullow Oil (49,95 %). Другими участники проекта являются Anadarko Petroleum (18 %), Kosmos Energy (18 %), Ghana National Petroleum Corporation (10,0 %) и Sabre Oil & Gas (4,05 %).